# Jean-Pierre Vernant
Jean-Pierre Vernant (Provins, Sena i Marne, 4 de gener de 1914 − París, 9 de gener del 2007) fou un filòsof i historiador francès. Els seus principals treballs tracten sobre la Grècia antiga (fonamentalment sobre el tema del mite). Vernant va ser un personatge molt influent a la segona meitat del segle XX a França, no només pel seu treball intel·lectual, ja que va participar en la Resistència francesa sent un dels dirigents. Va ser, endemés, catedràtic del Col·legi de França.